# Héctor David Flores Ávalos
Héctor David Flores Ávalos (Victoria de Durango, Durango; 10 de junio de 1975) es un político y abogado mexicano afiliado al Partido Acción Nacional. Fue Senador de la República del Congreso de la Unión en la LXIII legislatura, del 15 de diciembre de 2015 al 31 de agosto de 2018.

## Primeros años
Héctor David Flores Ávalos nació el 10 de junio de 1975 en el estado de Durango, México. Obtuvo el título de Abogado por la Escuela Libre de Derecho en 2001, misma institución en la que llegó a impartir cátedra. En 2011 fundó su propia firma de abogados, en la que se ha dedicado a atender temas de derecho administrativo, financiero y constitucional. En 2012 fue vocero electoral del Partido Acción Nacional en el estado de Durango.

## Trayectoria política
Héctor Flores Ávalos fue postulado en las elecciones federales de 2012 como compañero de fórmula de José Rosas Aispuro, candidato del Partido Acción Nacional al Senado de México. Tras los comicios, la fórmula encabezada por Rosas Aispuro fue elegida bajo el principio de primera minoría, para representar al estado de Durango. Rosas Aispuro renunció a su escaño en diciembre de 2015 para competir por el cargo de gobernador de Durango en las elecciones estatales de 2016.
Héctor Flores Ávalos asumió el escaño de Senador de la República para la LXIII legislatura. Como legislador fue presidente de la Comisión de Justicia y de la Comisión de Asuntos Fronterizos Norte; también fue secretario de la Comisión de Estudios Legislativos, de la Comisión de Trabajo y Previsión Social y de la Comisión Especial para el Diagnóstico y Reflexión sobre el texto que conforma la Constitución Política de los Estados Unidos Mexicanos. Fue integrante de la Junta de Coordinación Política y miembro del grupo de acompañamiento del Senado para la renegociación del Tratado de Libre Comercio de América del Norte.
El 2 de septiembre de 2020 fue nombrado secretario general de gobierno del estado de Durango por el gobernador José Rosas Aispuro. El 18 de diciembre de 2021 renunció al cargo. En las elecciones estatales de Durango de 2022 se presentó como aspirante a la candidatura a gobernador de la coalición Va por Durango, integrada por el Partido Acción Nacional, el Partido Revolucionario Institucional y el Partido de la Revolución Democrática.